# Maroš Klimpl
Maroš Klimpl (Martin, 4 gennaio 1980) è un ex calciatore slovacco, difensore.

## Carriera

### Club
Difensore centrale o mediano, durante la sua carriera ha giocato in Slovacchia, Repubblica Ceca, Danimarca, Scozia, Serbia e Cipro, totalizzando più di 300 incontri tra i professionisti.
Nel luglio 1998 il Ruzomberok lo cede in prestito oneroso a 125000 € al Dukla Banska Bystrica e nel 2001 lo cede a titolo definitivo ai cechi del Viktoria Zizkov. Nel gennaio 2005 il Banik Ostrava lo preleva a 200000 €: a fine stagione vince la Coppa nazionale. Nel 2007 i danesi del Midtjylland ne rilevano le prestazioni in cambio di mezzo milione di euro. Nella stagione 2008-2009 gioca in prestito in Scozia, ritornando nel paese britannico nel 2010, accordandosi con il Dundee FC. Dopo una sola stagione ritorna a Zizkov, giocando anche qualche mese nel campionato serbo prima di trasferirsi a Cipro. Nel 2012 torna nuovamente in Repubblica Ceca, andando a giocare in terza categoria e firmando con il Teplice nel gennaio 2014. Dopo sei mesi firma un nuovo contratto con un club di seconda divisione ceca.

### Nazionale
Esordisce il 14 maggio 2002 contro la Nazionale uzbeka (4-1). Il 12 dicembre 2006 gioca la sua prima e unica partita da capitano contro gli Emirati Arabi Uniti (1-2) e l'8 settembre 2007 sigla una marcatura contro l'Irlanda in una sfida valida per le qualificazioni al campionato europeo di calcio 2008.

## Palmarès

### Club

#### Competizioni nazionali
- Coppa della Repubblica Ceca: 1

Baník Ostrava: 2004-2005